# Štěpán Trochta
Štěpán Trochta (26 marca 1905 w Francovej Lhocie, zm. 6 kwietnia 1974 w Litomierzycach) – salezjanin, biskup litomierzycki w latach 1947–1974, kardynał.

## Życiorys
Gimnazjum ukończył we Włoszech i tam wstąpił do zakonu salezjanów. Śluby zakonne złożył 15 sierpnia 1924. Studiował w Turynie, gdzie w 1932 uzyskał doktorat z teologii. 3 lipca 1932 w Turynie przyjął święcenia kapłańskie. Po powrocie do Czechosłowacji pracował w placówkach salezjańskich. Podczas II wojny światowej był więziony w obozach w Terezinie, Mauthausen i Dachau.
27 września 1947 został mianowany biskupem litomierzyckim. Święcenia biskupie przyjął 16 listopada 1947. Od listopada 1951 był internowany w swojej rezydencji. 23 kwietnia 1952 zrezygnował z kierowania diecezją. 16 stycznia 1953 został aresztowany, a 23 lipca 1954 skazany na 25 lat więzienia. 9 maja 1960 został amnestionowany, a następnie pracował jako robotnik. W 1962 przeszedł na emeryturę zamieszkując w domu pomocy społecznej pod nadzorem policji. 1 września 1968 objął ponownie urząd biskupa litomierzyckiego. 24 kwietnia 1969 został mianowany kardynałem in pectore. Nominacja została ujawniona 5 marca 1973 i nadając mu tytuł prezbitera San Giovanni Bosco in via Tuscolana. W jego pogrzebie uczestniczył m.in. kardynał Karol Wojtyła.

## Odznaczenia
W 1992 roku został pośmiertnie odznaczony Orderem Tomáša Garrigue Masaryka III klasy.